# Cempaka (Cempaka)
Cempaka is een bestuurslaag in het regentschap Ogan Komering Ulu van de provincie Zuid-Sumatra, Indonesië. Cempaka telt 3214 inwoners (volkstelling 2010).